# Ruth Grung
Ruth Grung (* 10. März 1959 in Bergen) ist eine norwegische Politikerin der sozialdemokratischen Arbeiderpartiet (Ap). Von 2013 bis 2021 war sie Abgeordnete im Storting.

## Leben
Nach dem Abschluss der Schulzeit, die Grung zum Teil in Genf absolvierte, arbeitete sie 1978 als Ersatzlehrerin. In dieser Zeit war sie auch in der Jugendorganisation Sosialistisk Ungdom, der Parteijugend der Sosialistisk Venstreparti, engagiert. Von 1979 bis 1984 studierte sie an der Universität Bergen die Fächer Geschichte, Sozialökonomie und öffentliche Verwaltung. Anschließend war Grung bis 1991 als Arbeitsvermittlerin tätig, bevor sie Beraterin und Vermittlungschefin für die Fylkeskommune der damaligen Provinz Hordaland wurde. Im Jahr 2002 wechselte sie als Beraterin und Abteilungsleiterin zur Arbeits- und Wohlfahrtsverwaltungsbehörde NAV. In der Zeit zwischen 2003 und 2011 saß Grung im Stadtrat von Bergen, bereits zuvor war sie von 2002 bis 2003 Byråd, also Teil der Bergener Stadtregierung. Sie war dabei für die Bereiche Kindergärten, Schulen und Sport zuständig. Ab 2011 saß sie im Fylkesting von Hordaland.
Grung zog bei der Parlamentswahl 2013 erstmals in das norwegische Nationalparlament Storting ein. Dort vertrat sie den Wahlkreis Hordaland und sie wurde zunächst Mitglied im Gesundheits- und Pflegeausschuss. Im Anschluss an die Wahl 2017 wechselte sie in den Wirtschaftsausschuss. Während der laufenden Legislaturperiode ging sie im Oktober 2019 in den Energie- und Umweltausschuss über.
Im September 2020 kündigte sie an, bei der Parlamentswahl 2021 nicht erneut für einen Sitz im Storting kandidieren zu wollen. Sie schied in der Folge im Herbst 2021 aus dem Parlament aus. Am 22. Oktober 2021 wurde bekannt, dass Grung ihre Parteikollegin Lubna Jaffery, die als Vararepresentantin in das Storting nachgerückt war, im Byråd von Bergen ersetzen soll. Grung erhielt dabei die Zuständigkeit für Arbeit, Soziales und Wohnungen.